# نیونی
نیونی (به انگلیسی: Nyuni) یک روح پرنده به باور مردم دیگو در کشور کنیا است که هدفش مادران دارای فرزند شیرخوار است و آن‌ها را تسخیر می‌کند و روح بچه‌های آن‌ها را می‌دزدد و آن‌ها را ضعیف می‌کند.
کودکانی که روحشان توسط چشمان نیونی پنهان شده‌است، تغییری در رنگ رخسار دارند و اندام آن‌ها قدرت خود را از دست می‌دهد و در نهایت می‌تواند باعث تشنج شدید و در بدترین حالت مرگ شود.
نیونی نوزادان را هدف قرار می‌دهد و روح آنها را می‌دزدد، اما به جای این که آن‌ها را تصاحب کند، ارواح آن‌ها است که از طرف نیونی، از مادران خود استفاده کرده و بر روی آن‌ها تأثیر می‌گذارند.
جادوگرانی که به درمان تسخیر می‌پردازند از درمانی به نام کوراگورا استفاده می‌کنند. دارویی به نام وواو (vuo) از گیاهان دارویی تهیه می‌کنند و در ظرفی آن را با پرهای پرندگان خیس می‌کنند و دارو را در سراسر بدن نوزاد می‌مالند. هنگامی که روح کودک بازمی‌گردد، کودک با صدای بلند شروع به گریه می‌کند. سپس برای محافظت دوباره از روح کودک، به نوک دست و پاها، مفاصل، سینه، پشت، بالای سر، شقیقه‌ها و غیره دارو می‌مالند. بدین ترتیب روح کودک از نیونی پس گرفته می‌شود.
جادوگر دست خود را روی سر مادر کودکی که نیونی در اختیار دارد قرار می‌دهد و نیونی را متقاعد می‌کند که به بیابان، خانه طبیعی نیونی‌ها بازگردد و به این ترتیب این درمان کامل می‌شود.